# Carmen Codoñer Merino
Carmen Codoñer Merino (Valencia, 1936) es una filóloga y profesora universitaria española. Es doctora en Filología Latina por la Universidad de Salamanca. Actualmente, está jubilada. En 2003 fue investida doctora honoris causa en Estudios clásicos por la Universidad del País Vasco, siendo su padrino Vitalino Valcárcel.

## Trayectoria
Carmen Codoñer se doctoró en Filología Latina en 1966 en Salamanca. Catedrática por la Universidad de Oviedo, obtuvo la plaza en Salamanca en 1969 por concurso de traslado, donde ha ejercido hasta 2016. Es miembro de la Academia Fovendae Latinitati, una academia especializada en la investigación y la difusión de la lengua y la cultura latinas.

## Publicaciones destacadas
Es autora de un sinnúmero de publicaciones, que abarcan todas las especialidades de la Filología Latina, en todas las épocas (desde el periodo clásico hasta el Reino Visigodo, la Baja Edad Media y el Renacimiento). Asimismo, su obra abarca diferentes campos (ediciones críticas, traducciones, gramática latina, literatura...).
Su labor investigadora la ha llevado a ser un miembro de diversos consejos de redacción y comités científicos de revistas especializadas en el ámbito nacional e internacional.
Fue codirectora de la revista Voces, una revista especializada en historia de la lexicografía latina. 
En su vocación divulgadora, también ha escrito numerosos artículos para el periódico El País.
- «El latín de la Biblia y de autores cristianos: gramática y retórica». Aemilianense: revista internacional sobre la génesis y los orígenes históricos de las lenguas romances. 2016.
- «La lengua de Isidoro». Antiquité tardive: revue internationale d'histoire et d' archéologie. 2015.
- «La lengua de Isidoro». Antiquité tardive: revue internationale d'histoire et d' archéologie. 2015.
- «Las castigationes del Pinciano a Plinio y Pomponio Mela». Aevum: Rassegna di scienze storiche linguistiche e filologiche. 2011.
- «Notas a algunos pasajes del De clementia00 de Séneca». Voces. 2006.
- «El latín en España en la época de los Reyes Católicos». Insula: revista de letras y ciencias humanas. 2004.